# 鈴木正敏
鈴木 正敏（すずき まさとし、1956年 - ） は、日本の技術者。元KDDI研究所取締役副所長。長距離高速光通信システムの分散制御技術の開発により、紫綬褒章受章。

## 人物・経歴
1979年北海道大学工学部電子工学科卒業。1984年北海道大学大学院工学研究科電子工学専攻博士課程修了、工学博士、国際電信電話入社、研究所。2007年KDDI研究開発フェロー。2011年KDDI研究所取締役副所長。2017年KDDI総合研究所主席研究員。同年春の褒章で「長距離高速光通信システムの分散制御技術の開発」により紫綬褒章受章。2018年KDDI財団理事長。2019年光エレクトロニクス・光通信国際会議運営委員長。2020年電子情報通信学会監事。

## 受賞
- 電子情報通信学会論文賞 平成8年[3]
- 電気情報通信学会業績賞 平成16年[3]
- 文部科学大臣表彰科学技術賞（研究部門） 平成18年[3]
- 日本工業新聞社先端技術大賞経済産業大臣賞 平成18年[3]
- 光産業技術振興協会櫻井健二郎氏記念賞 平成21年[3]
- 前島密賞 平成24年[3]
- 紫綬褒章 平成29年[3]
- 電子情報通信学会功績賞 平成29年[5]
- 市村産業賞功績賞 平成29年[6]
- IEEEフェロー 2007年[3]
- アメリカ光学会フェロー 2012年[3]
- 電子情報通信学会フェロー[3]
- C&C賞 2024年
- ジョン・ティンダル賞 2025年[7]

## 著書
- 「長距離光ファイバ通信システム」森田逸郎、秋葉重幸と共著 オプトロニクス社 2019